# Megaselia bisetulata
Megaselia bisetulata är en tvåvingeart som först beskrevs av Malloch 1915.  Megaselia bisetulata ingår i släktet Megaselia och familjen puckelflugor.
Artens utbredningsområde är Illinois. Inga underarter finns listade i Catalogue of Life.